# Chapman (cráter)
Chapman es un cráter de impacto que se encuentra justo más allá del borde del noroeste de la cara oculta de la Luna respecto a la Tierra. Se encuentra al noreste del cráter Rynin, y hacia el sur de la gran llanura amurallada del cráter Poczobutt.
|  |

Se trata de una formación de edad considerable, erosionada y con su relieve suavizado y degastado por los impactos, que actualmente presenta el aspecto de una depresión con una configuración similar a un cuenco. El borde es de forma circular a lo largo de la mayor parte de su perímetro, pero es invadido a lo largo del borde sur por Chapman W. Hay una depresión en forma de cráter sin nombre en la superficie unida al borde suroeste, siendo aquí su perfil más bajo y más estrecho que en la pared interna restante.
Varios cráteres pequeños se localizan a lo largo del borde exterior y la pared interior, con un par de ellos unidos formando una hendidura en el borde occidental. Aparece una fisura delgada en la pared a lo largo del interior del lado noroeste, que corre desde el borde occidental hacia el norte. El suelo interior del cráter es relativamente plano y sin rasgos significativos en comparación con el terreno accidentado que lo rodea, aunque está picado de viruelas por varios impactos pequeños en el cuadrante sureste.

## Cráteres satélite
Por convención estos elementos son identificados en los mapas lunares poniendo la letra en el lado del punto medio del cráter que está más cerca de Chapman.
|         | \| Chapman \| Coordenadas \| Diámetro \| \| ------- \| ------------------------------- \| -------- \| \| D \| 51°24′N 96°48′O / 51.4, -96.8 \| 39 km \| \| M \| 49°00′N 100°42′O / 49.0, -100.7 \| 38 km \| \| V \| 51°00′N 103°48′O / 51.0, -103.8 \| 21 km \| |          |
| Chapman | Coordenadas | Diámetro |
| D       | 51°24′N 96°48′O / 51.4, -96.8 | 39 km    |
| M       | 49°00′N 100°42′O / 49.0, -100.7 | 38 km    |
| V       | 51°00′N 103°48′O / 51.0, -103.8 | 21 km    |